# Виртуальный музей
Виртуальный музей  — широко используемое понятие, не имеющее однозначного определения в русскоязычном сегменте сети Интернет. Разница в определениях связана с областью исследований: философией, культурологией, музееведением. Исследованию этимологии и семантики термина посвящён ряд работ. С позиций системного подхода, В.м. - «это некая организация, обладающая необходимой и достаточной программно-аппаратной платформой для сбора, хранения и представления общественности цифровых объектов, как реальных, так и их моделей». В рамках Европейского проекта V.MUST коллективом авторов была предложена не только формулировка, но и обоснованная классификация виртуальных музеев
Ранние мультимедийные базы данных с видео о музеях , музейные порталы, кибермузей, музейный сайт, электронный каталог, виртуальная выставка - аналогами и синонимами «виртуального музея» не являются.
В 2001 году ICANN выделил специальный домен высшего уровня — .museum.
Формулировка из документа , разработанного Министерством культуры РФ в 2014 году, содержащего рекомендации для разработчиков, использующих веб-технологии для представления предметов Музейного фонда, была пересмотрена и озвучена на совещании в Судаке по вопросам инновационного развития и информатизации отрасли культуры.Теоретические и правовые аспекты остаются предметом для дискуссий.
Следует учитывать, что английский и русский термины имеют различные толкования в силу распараллеливания процессов развития терминологии и используемых информационных технологий в сфере культуры.